# Quintanilla de Onésimo (kommunhuvudort)
Quintanilla de Onésimo är en kommunhuvudort i Spanien.   Den ligger i provinsen Provincia de Valladolid och regionen Kastilien och Leon, i den centrala delen av landet, 140 km norr om huvudstaden Madrid. Quintanilla de Onésimo ligger 730 meter över havet och antalet invånare är 1 147.
Terrängen runt Quintanilla de Onésimo är platt åt nordost, men åt sydväst är den kuperad. Quintanilla de Onésimo ligger nere i en dal. Runt Quintanilla de Onésimo är det glesbefolkat, med 14 invånare per kvadratkilometer. Närmaste större samhälle är Tudela de Duero, 18,6 km väster om Quintanilla de Onésimo. 